# 李 (英文姓氏)

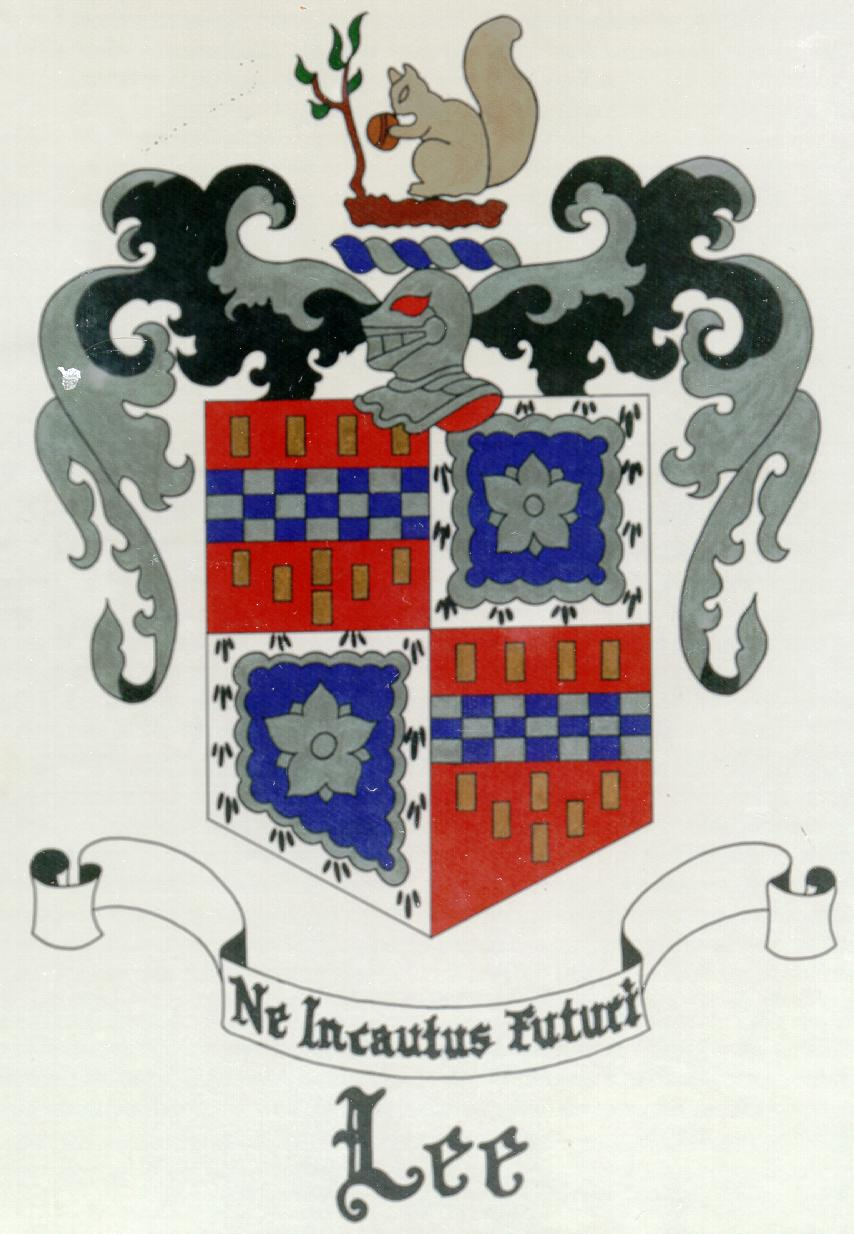
一个李姓家庭的徽章

李是一个在英语国家中很平常的姓氏。李姓有几种不同的起源。最常见的李姓起源是源自中古英语的lea，意思是“草地，砍伐森林的人”，这是一个描述居住地的姓氏。

## 李姓（Lee）的名人
- 史派克·李（Spike Lee），美国电影制作人、导演、剧本写作者及演员。
- 羅伯特·E·李，美國南北戰爭時期南軍总司令。
- 克里夫·李，美國大聯盟投手。
- 史丹·李，著名漫画家，绰号“漫威之父”。

## 以“李”命名的地方
- 李縣 (阿拉巴馬州)
- 李縣 (阿肯色州)
- 李縣 (佛羅里達州)
- 李縣 (喬治亞州)
- 李縣 (伊利諾伊州)
- 李縣 (愛阿華州)
- 李縣 (肯塔基州)
- 李縣 (密西西比州)
- 李縣 (北卡羅萊納州)
- 李縣 (南卡羅萊納州)
- 李縣 (德克薩斯州)
- 李縣 (維吉尼亞州)